# Ansökningar om olympiska sommarspelen 2024
Fem städer lämnade in ansökningar om olympiska sommarspelen 2024. Dessa var Budapest, Hamburg, Los Angeles, Paris och Rom. Antalet ansökande städer var det lägsta för ett sommar-OS sedan ansökningarna om spelen 1988. Hamburg, Rom och Budapest drog dock tillbaka sina ansökningar på grund av brist på regionalt respektive folkligt stöd.
Inför ansökningsprocessen införde IOK Agenda 2020 för att öka intresset för att arrangera olympiska spel genom att möjliggöra för billigare upplägg och lägre krav på utformningen av spelen.
Internationella olympiska kommittén (IOK) skulle enligt den ursprungliga planen utse vilken av de sökande städerna som skulle få arrangera spelen i september 2017 på sin 130:e kongress i Lima i Peru. Efter att Hamburg, Rom och Budapest hoppat av processen valde IOK i stället att utse värd för både 2024 och 2028 års spel vid kongressen i Lima. Paris fick spelen 2024 medan Los Angeles fick spelen 2028.

## Val av arrangör
Då såväl Rom som Budapest och Hamburg avbrutit sina ansökningar kvarstod bara två kandidater vilka båda ansågs som väldigt bra. Med oron att välja bort en bra kandidat och sedan sakna bra kandidater inför spelen 2028 höjdes frågan att tilldela båda kandidaterna varsitt spel. Då Paris ansökan krävde markanspråk som inte skulle vara tillgängliga 2028 uteslöt Paris att acceptera spelen 2028. Los Angeles däremot ansåg sig ha möjlighet att arrangera spelen även fyra år senare. Inför IOK:s kongress hade beslut tagits inom organisationen och med städerna om att möjliggöra tilldelningen av båda spelen på samma gång och då kongressen godkände proceduren tilldelades Paris spelen 2024 och Los Angeles spelen 2028.  Rent tekniskt avstod Los Angeles kandidaturen till spelen 2024 och en ny men kort ansökningsprocess för spelen 2028 öppnades som Los Angeles då ansökte om och valdes som arrangör för. Som en del av avtalet att Los Angeles avsa sig kandidaturen för spelen 2024 och istället formellt ansökte om spelen 2028 fick staden motsvarande 14 miljarder kronor att använda till spelen och för att främja ungdomsidrott. 

## Datum
I och med IOK:s införande av Agenda 2020 förändrades även ansökningsprocessens upplägg. Processen delades in i tre faser där de första två avslutades med att IOK valde ut de kandidater som fick fortsätta till nästa fas. Den första fasen, som fokuserar på vision, koncept och strategi, inleddes den 15 september 2015, vilket var sista datum att skicka in ansökan till IOK, och avslutades i juni 2016. Därefter tog andra fasen vid, med fokus på ledning, juridik och anläggningsfinansiering. Andra fasen avslutades i december 2016 då tredje och avslutande fasen började. Tredje fasen fokuserade på framförandet av spelen, erfarenhet och framtiden för anläggningarna. Denna fas skulle pågå fram till IOK:s val på kongressen i Lima i september 2017 och ytterligare upp till nio månader efteråt då kontinuerliga samtal mellan IOK och arrangören skulle hållas.

## Bekräftade ansökningar

### Paris,Frankrike
Paris avstod från att ansöka om spelen 2020 i väntan på resultatet av Annecys ansökan om vinterspelen 2018. I samband med detta sades staden planera att ansöka 2024 som en del av 100-årsjubileumet av senaste gången staden stod som värd för ett OS. I april 2015 godkände Paris stadsfullmäktige att en ansökan skulle göras och strax därefter bildades en ansökningskommitté. I maj godkände även den omkringliggande regionen planerna för en ansökan. Den 23 juni blev ansökan officiell och nomineringsbrevet skickades till IOK den 12 september. Paris har ansökt om spelen flera gånger tidigare och senast 2012 då staden förlorade med 4 rösters marginal mot London. I samband med offentliggörandet av ansökan sa ordföranden för ansökan att fokus denna gång skulle ligga mer på sport än politik. Paris blir, efter London, den andra staden att arrangera tre olympiska spel då de tidigare arrangerat spelen 1900 och 1924.

### Los Angeles,USA
USA:s olympiska kommitté (USOC) inledde sökandet efter en kandidat att ansöka med i början av 2013 genom att skicka ut inbjudningar till 35 större städer. Städerna fick därefter möjlighet att uttrycka sina önskemål om att ansöka om spelen. USOC valde därefter ut fyra slutgiltiga kandidater, Los Angeles, Boston, Washington och San Francisco. Av dessa valdes till slut Boston ut som USA:s kandidat men staden drog sig tillbaka efter brist på stöd och USOC valde att fortsätta med Los Angeles istället. Efter att stadsfullmäktige godkänt att ansöka med röstningssiffrorna 15-0 blev ansökan officiell den 1 september 2015. Staden har arrangerat olympiska sommarspelen vid två tidigare tillfällen, 1984 och 1932. I och med Los Angeles arrangering av spelen 2028 blir staden den tredje att arrangera tre olympiska spel efter London och Paris.

## Avbrutna ansökningar

### Hamburg,Tyskland
Hamburg valdes över Berlin av Tysklands olympiska kommitté (DOSB) till att ansöka om spelen 2024. Vid valet av Hamburg som kandidat sas att en folkomröstning kring ansökan skulle hållas strax innan IOK:s deadline. Det beslutades senare att omröstningen istället skulle hållas senare, nämligen 29 november 2015. Utfallet i omröstningen blev knappa 51,7% för nej-sidan och ansökan avbröts i och med det. Detta var första gången Hamburg ansökte om ett olympiskt spel och blev i och med detta den sjunde tyska staden att ansöka om ett sommar-OS. Även Tysklands försök att ansöka om vinterspelen 2022 med München stoppades av en folkomröstning.

### Rom,Italien
Rom ansökte om olympiska sommarspelen 2020 men valde att avbryta ansökan på grund av ekonomiska skäl. Under 2013 kom Rom återigen på tal som en möjlig kandidat för Italien att ansöka med. Roms borgmästare sa till en början att en ansökan var utesluten på grund av stadens dåliga ekonomi. I slutet av 2014 blev Rom den första staden att offentliggöra sina planer på att ansöka. Den 25 juni 2015 godkände Roms stadsfullmäktige ansökan och den andra juli röstade samtliga 64 medlemmar i Italiens olympiska kommitté för att ansöka. Detta är Roms nionde ansökan om olympiska sommarspelen och vid en vinst blir det andra gången staden står som värd.
Efter en omröstning i Roms stadsfullmäktige den 29 september där stödet för ansökan drogs tillbaka avbröts Roms ansökan, precis som fyra år tidigare.

### Budapest,Ungern
En ungersk ansökan diskuterades redan för spelen 2020 utan något resultat. Inför 2024 föreslogs att en ansökan vore bra uppvärmning för Budapest inför en ansökan om spelen 2028. Förslaget fick stöd av landets olympiska kommittés ordförande Zsolt Borkai i september 2014. Kommitté gav ansökan sitt godkännande i maj 2015 efter en utredning om möjligheterna för staden att klara av arrangemanget.  Budapests stadsfullmäktige godkände ansökan strax därefter och landets parlament gjorde detsamma i juli.  Den officiella ansökan skickades in till IOK direkt efter parlamentets ansökan. Ungerns regering har meddelat att ingen folkomröstning kring ansökan ska hållas. Men det har öppnats möjligheter för en omröstning i Budapest om förespråkarna samlar in 140 000 underskrifter som stödjer att en omröstning ska hållas. De drog tillbaka sin ansökan 1 mars 2017.

## Ej genomförda ansökningar
Här listas städer och länder som på olika nivåer planerade att ansöka men inte gjorde det. En del av dessa avvisade aldrig ansökan officillt men ansökte heller inte.
- Baku, Azerbajdzjan

Baku ansökte om både olympiska sommarspelen 2016 och 2020 men valdes inte ut som officiell kandidat vid något av tillfällena. I samband med bortvalet 2020 sa ansökningskommitténs ordförande att staden skulle söka igen 2015 arrangerade staden de första europeiska spelen och har även tilldelats en del av fotbolls-EM 2020.
- Berlin, Tyskland

Berlin visade intresse för att ansöka om sommarspelen 2024 och var ett av alternativet för den tyska olympiska kommittén (DOSB) som dock valde att gå vidare med Hamburg. Hamburgs ansökan stoppades dock av en folkomröstning och även Berlin hade hållit en folkomröstning om DOSB valt att gå vidare med dem istället.
- Brisbane eller Melbourne, Australien

Både Melbourne och Brisbane visade intresse i att ansöka om olympiska sommarspelen 2024. Landets olympiska kommitté fick 2008 stöd från regeringen i sina planer på att ansöka med Brisbane. Senare har störst fokus från Australien legat på att ansöka med Melbourne om spelen 2032.
- Casablanca, Marocko

I början av 2011 uttalade sig Marockos idrottsminister Moncef Belkhayat om att han ansåg att landet borde ansöka om ett olympiskt sommarspel under 2020-talet. Inför regionvalet i Casablanca som Belkhayat ställde upp i sa han sig sikta på att ge staden spelen 2028.
- Doha, Qatar

Doha ansökte om olympiska sommarspelen 2016 och 2020 men valdes bort båda gångerna på grund av sina planer på att hålla spelen senare på året då somrarna är extremt varma. Landet sa sig planera att söka igen om spelen 2024 efter sin senaste förlust. Landet ska arrangera friidrotts-VM 2019 och fotbolls-VM 2022.
- Dubai, Förenade Arabemiraten

Under 2012 rapporterades det att Dubai skulle inleda en ansökan om spelen 2024, så fort landets regeringen gett sitt godkännande.
- Durban, Sydafrika

Med stöd från Agenda 2020 övervägde Sydafrikas olympiska kommitté att ansöka om olympiska sommarspelen 2024 med Durban. Efter att Durban tilldelades samväldesspelen 2022 valde man att inrikta sig på att ansöka om olympiska spelen först 2032 vars ansökningsperiod lär börja 2023.
- Guadalajara, Mexiko

Mexiko utredde under 2014 möjligheterna att ansöka om olympiska sommarspelen 2024 men kom fram till att avsaknad av hållbar ekonomi och dålig infrastruktur låg i vägen för en ansökan.
- Istanbul, Turkiet

Istanbul förlorade kampen om att få arrangera olympiska sommarspelen 2020 till Tokyo och efter detta meddelade landets olympiska kommittés ordförande Ugur Erdener att förhoppningar fanns om att ansöka igen 2024.
- Kiev, Ukraina

2010 uttalade sig Ukrainas vice premiärminister Borys Kolesnikov att ett lyckad arrangerande av fotbolls-EM 2012 skulle öppna för möjligheter att ansöka om sommar-OS 2024 med Kiev. Kiev arrangerade matcher i fotboll vid olympiska sommarspelen 1980 i Moskva, dåvarande Sovjetunionen. Ukraina inledde en ansökan om olympiska vinterspelen 2022 med Lviv men avbröt denna på grund av oroligheter i landet.
- Köpenhamn, Danmark

2006 utredde den danska regeringen för- och nackdelar med att arrangera ett olympiskt spel, med siktet på 2024. Förhoppningar fanns bland Malmös kommunpolitiker att kunna bli en del av en eventuell dansk ansökan. I samband med Hamburgs planer på en ansökan uttryckte Köpenhamns borgmästare Frank Jensen önskan om att bli en del av arrangemanget.
- Lima, Peru

Lima ansökte om panamerikanska spelen 2015 och i samband med detta sa ordföranden för landets sportinstitut att landets skulle försöka ansöka om olympiska sommarspelen 2024. I och med att landet tilldelades arrangemanget av kongressen där IOK väljer arrangörsstad för OS 2024 fick inte staden ansöka om spelen.
- Malaysia och Singapore

I och med Agenda 2020 möjliggjorde IOK för två länder att söka tillsammans. Singapore och Malaysia visade intresse för att ansöka om spelen. Singapore arrangerade de första olympiska spelen för ungdomar 2010 och Malaysia ansökte om spelen 2008. Länderna valde dock att avvakta med en ansökan till senare tillfälle.
- Madrid, Spanien

Efter att ha förlorat kampen om olympiska sommarspelen 2020 för tredje spelen i rad fanns tankar på att ansöka igen 2024 men dessa avvisades av stadens borgmästare Ana Botella 2013.
- Nairobi, Kenya

2012 sa Kenyas premiärminister Raila Odinga att landet planerade att starta arbetet med en ansökan om olympiska sommarspelen 2024. Liknande uttalanden har gjorts tidigare med avseende på spelen 2028.
- New Delhi, Indien

En indisk ansökan diskuterades under början av 2015 men efter ett möte med IOK:s ordförande Tomas Bach sa Indiens premiärminister att en ansökan 2024 inte skulle genomföras.
- Busan, Sydkorea

Busan planerade ursprungligen att ansöka om spelen 2020 men efter att Sydkorea tilldelats vinterspelen 2018 valde man att vänta. Då närliggande Tokyo fick spelen 2020 valde man att vänta ytterligare innan man genomförde ansökan.
- Saudiarabien och Bahrain

Saudiarabiens olympiska kommitté föreslog 2015 att söka olympiska spelen tillsammans med Bahrain. Detta för att kunna fördela grenarna för kvinnor till Bahrain och de med herrar till Saudiarabien då kvinnor inte får utöva idrott i Saudiarabien. IOK avfärdade dock förslaget direkt.
- Sofia, Bulgarien

En organisation försökte under 2015 uppmuntra Bulgariens olympiska kommitté att ansöka om spelen med Sofia. Organisationen hade viss kontakt med IOK gällande en ansökan för att få stöd för sina försök att påverka landets kommitté.
- Stockholm, Sverige

Fem socialdemokratiska politiker från fem olika stockholmskommuner skrev i svenska dagbladet den 21 augusti 2011 att de ville se ett olympiskt sommarspel i Stockholm 2024. Ansökan skulle i sådana fall vara en del av firandet av 100-årsjubileet av spelen i Stockholm 1912. Sveriges regering har 2012 och tidigare avvisat ekonomiskt stöd till OS i Sverige, vilket fått SOK att avstå från alla planer om att arrangera OS, särskilt vinter-OS 2022 som då var aktuellt.
- St Petersburg eller Sotji, Ryssland

St Petersburg visade intresse om att ansöka om spelen 2024 sent som 2014. Likaså Sotji som arrangerade vinterspelen 2014 och därigenom skulle kunna utnyttja en del för spelen nybyggda arenor. Båda städerna arrangerar matcher under fotbolls-VM 2018.
- Taipei, Taiwan

Under sin presidentkampanj 2008 sa den senare valda Ma Ying-jeou att landet skulle söka spelen 2024. Detta upprepade hon upprepade 2011. 2014 meddelades det istället att landets fokus låg på sin ansökan om asiatiska spelen 2023.
- Toronto, Kanada

2012 godkände stadens stadsfullmäktige att en ansökan skulle undersökas och efter att ha arrangerat panamerikanska spelen 2015 övervägde Toronto att ansöka om olympiska sommarspelen 2024. Stadens borgmästare John Tory meddelade den 15 september 2015 att staden inte skulle ansöka den här gången men kanske i framtiden om ett brett stöd för ansökan finns.
- USA

Boston, Washington, D.C. och San Francisco valdes ut tillsammans med Los Angeles som potentiella amerikanska kandidater till att ansöka. Till en början valdes Boston ut som officiell kandidat av landets olympiska kommitté (USOC) men efter att staden dragit sig tillbaka på grund av brist på folkligt stöd gick kommittén vidare med Los Angeles.
Dallas och San Diego svarade alla positivt på USOC:s inbjudan om att ansöka men blev senare inte utvalda av USOC. Detta främst beroende på de andra ansökningarnas styrka snarare än Dallas och San Diegos svagheter enligt USOC.
Tulsa, New York och Philadelphia visade alla visst intresse av att ansöka men ingen av dem gick vidare med något officiellt.